# Herb gminy Linia
Herb gminy Linia – symbol gminy Linia, wyłoniony w konkursie w marcu 1991, w tym samym miesiącu oficjalnie ustanowiony.

## Wygląd i symbolika
Herb kładzie nacisk na kulturę kaszubską i walory turystyczne gminy. Herb przedstawia na tarczy w centralnej części 3 kaszubskie chëcze - symbol wsi lub skansenu. Nad domkami widać kaszubską gwiazdę - jeden z najstarszych znaków z tego regionu. Zamiast iksa umieszczono w jego środku krzyż. Poniżej największej chëczy znajduje się kwiat kaszubski stylizowany na kompas, wskazujący na budynki. Tło tarczy herbowej składa się z trzech kolorów - żółtego (układającego się w krzyż), zielonego i niebieskiego - symbol roślinności, czystego powietrza i jezior. Barwy herbu są zgodne z zasadami kaszubskiej heraldyki.